# Paredones
Paredones este un târg și comună din provincia Cardenal Caro, regiunea O'Higgins, Chile, cu o populație de 6.100 locuitori (2012) și o suprafață de 561,5 km2.